# Obierka
Obierka (także: obierzyna, strużyna, obierek) – skórki pozostałe po obranych warzywach i owocach; pozostałości po obranych ziemniakach.

## Właściwości
W przypadku większości owoców i warzyw ich zewnętrzne części są jadalne i zdrowe, dostarczają organizmowi błonnika, witamin i minerałów, w wielu przypadkach w ilości większej niż ich części wewnętrzne. Są również źródłem przeciwutleniaczy. Z drugiej strony obierki mogą zawierać pozostałości pestycydów, metali ciężkich, drobnoustrojów, czy zanieczyszczeń różnego pochodzenia. Większość z nich jest usuwalna po dokładnym umyciu, a w przypadku pestycydów po wymoczeniu w wodnym roztworze sody oczyszczonej.

## Wykorzystanie w kuchni
W gastronomii z obierek ziemniaczanych można przyrządzać chipsy lub bulion, a także poddawać je pieczeniu (np. z rozmarynem). Na polskiej Liście produktów tradycyjnych znajduje się „babka wojenna z Gromca” – babka z obierków ziemniaczanych wytwarzana we wsi Gromiec w woj. małopolskim. Skórki pomidorów nadają się do suszenia i zmielenia, skórki jabłek do mrożenia, a obierki warzyw korzeniowych do pieczenia (np. marchwi z kminem rzymskim).
Z obierek, ogryzków, poobijanych owoców wszelkiego rodzaju wytwarza się octy.W dawnych książkach kucharskich można znaleźć przepisy na powidła, marmolady i galaretki z obierzyn z jabłek, gruszek lub pigw. Z obierzyn z jabłek lub gruszek z przygotowywano też zupy owocowe. Obierzyny z ananasów kandyzowano lub przygotowywano z nich syropy, których używano do deserów (lodów, sorbetów), ponczów itp.. Skórki pomarańczy i cytryn, a także  melonów i arbuzów kandyzuje się i wykorzystuje np. jako dodatek smakowy lub dekoracyjny do ciast (zob. cykata). Ze skórek cytrusów wytwarza się też nalewki, np. cytrynówkę i pomarańczową gorzką.
Skórki bananów to bogate źródło minerałów, związków bioaktywnych i błonnika pokarmowego. Można z nich np. upiec ciasto, przygotować ocet lub wykorzystać je do zmiękczania mięsa. Od niedawna produkuje się mąkę ze skórek bananowych.
Łupiny cebuli zwyczajnej wykorzystywane są do barwienia jaj wielkanocnych. 

## Wykorzystanie w przemyśle
W budownictwie możliwe jest produkowanie biodegradowalnych, ekologicznych płyt MDF w wyniku zmieszania środka wiążącego z włóknami pochodzącymi z obierek ziemniaczanych (wynalazek, którego autorami byli Brytyjczycy: Rowan Minkley i Robert Nicoll we współpracy z biochemikiem Gregiem Cooperem, nazwano Chip[s] Board). Po zużyciu można je kompostować. Podobne zastosowania pozwalają zapobiegać marnotrawstwu żywności.

## Obierki w kulturze i medycynie tradycyjnej
Suszone na słońcu skórki mandarynek (chénpí) znajdują zastosowanie w kuchni chińskiej oraz w tamtejszej medycynie tradycyjnej.
Poślizgnięcie się na skórce banana jest klasycznym slapstickowym gagiem, wykorzystywanym od czasów kina niemego i częstym tematem dowcipów.

## Galeria

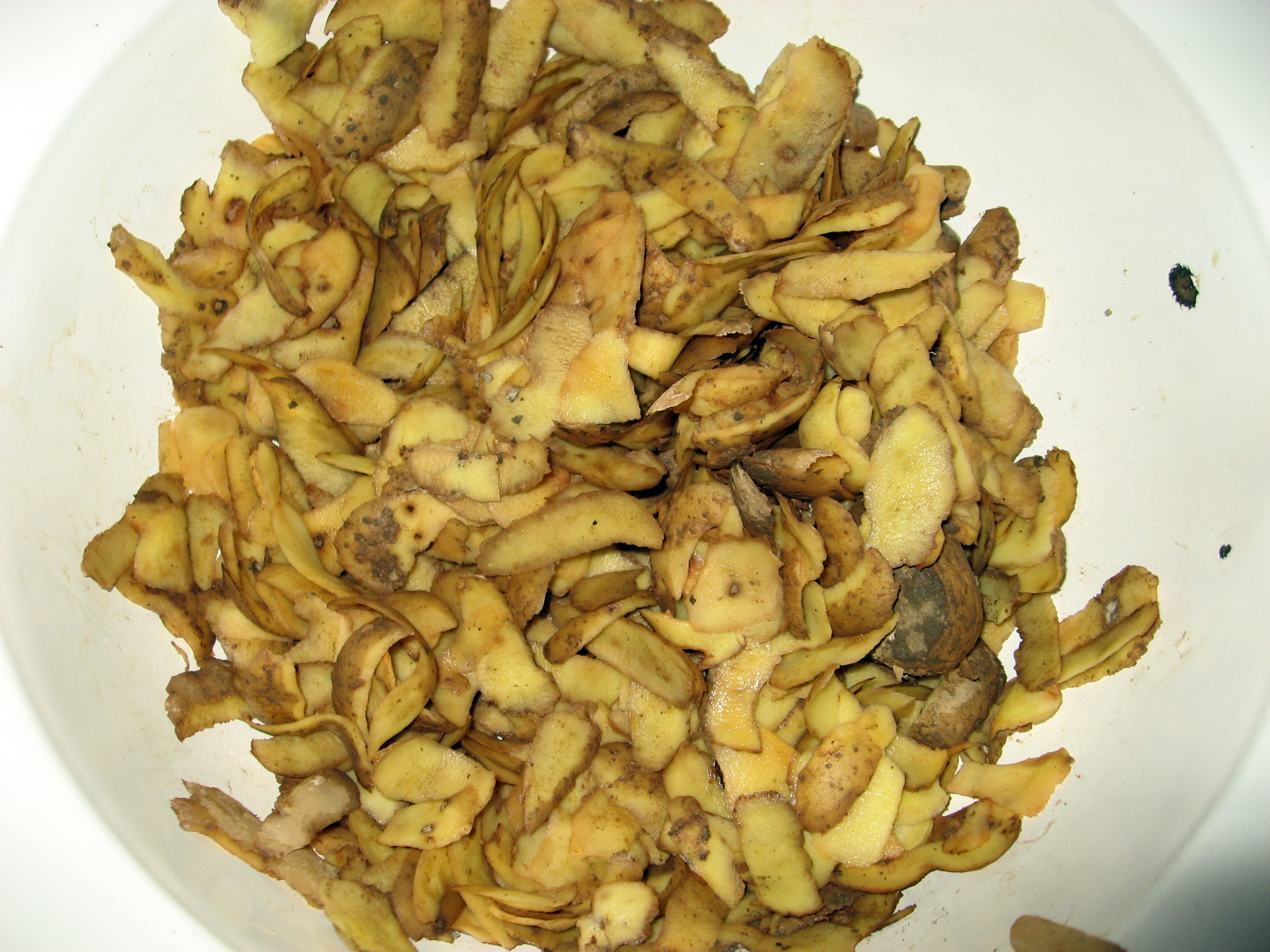
Obierki ziemniaków
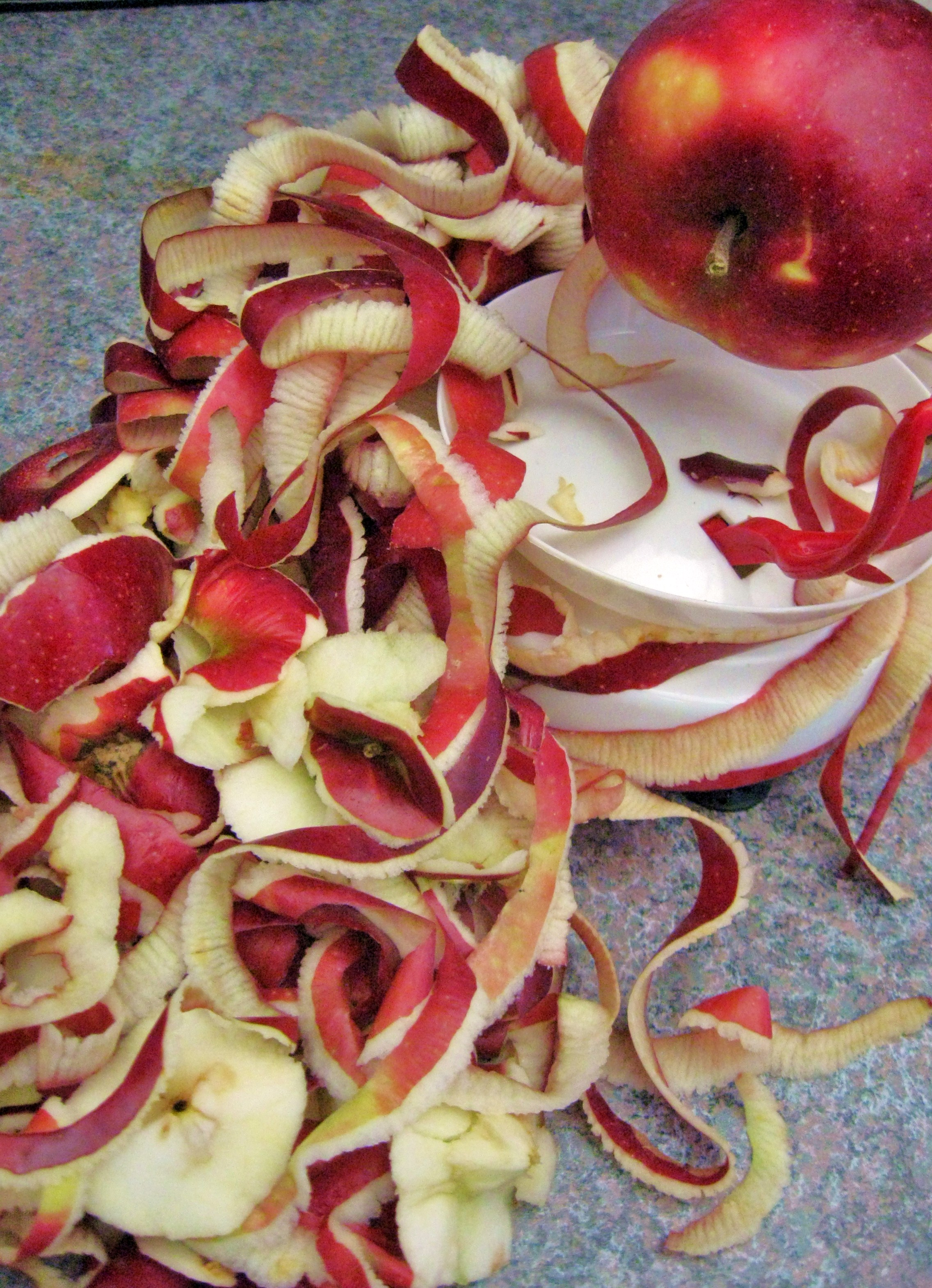
Obierki jabłka
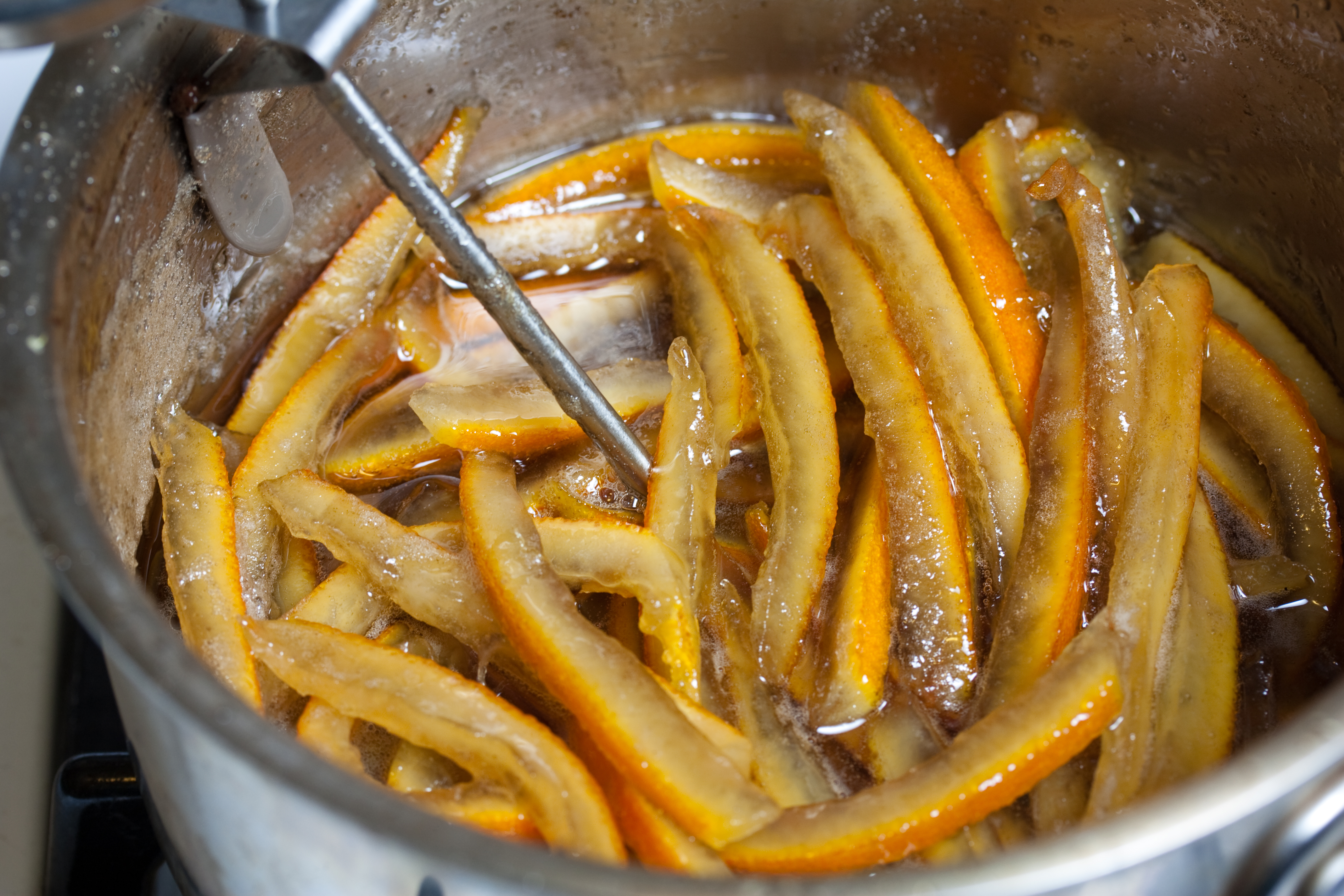
Kandyzowanie skórki pomarańczy

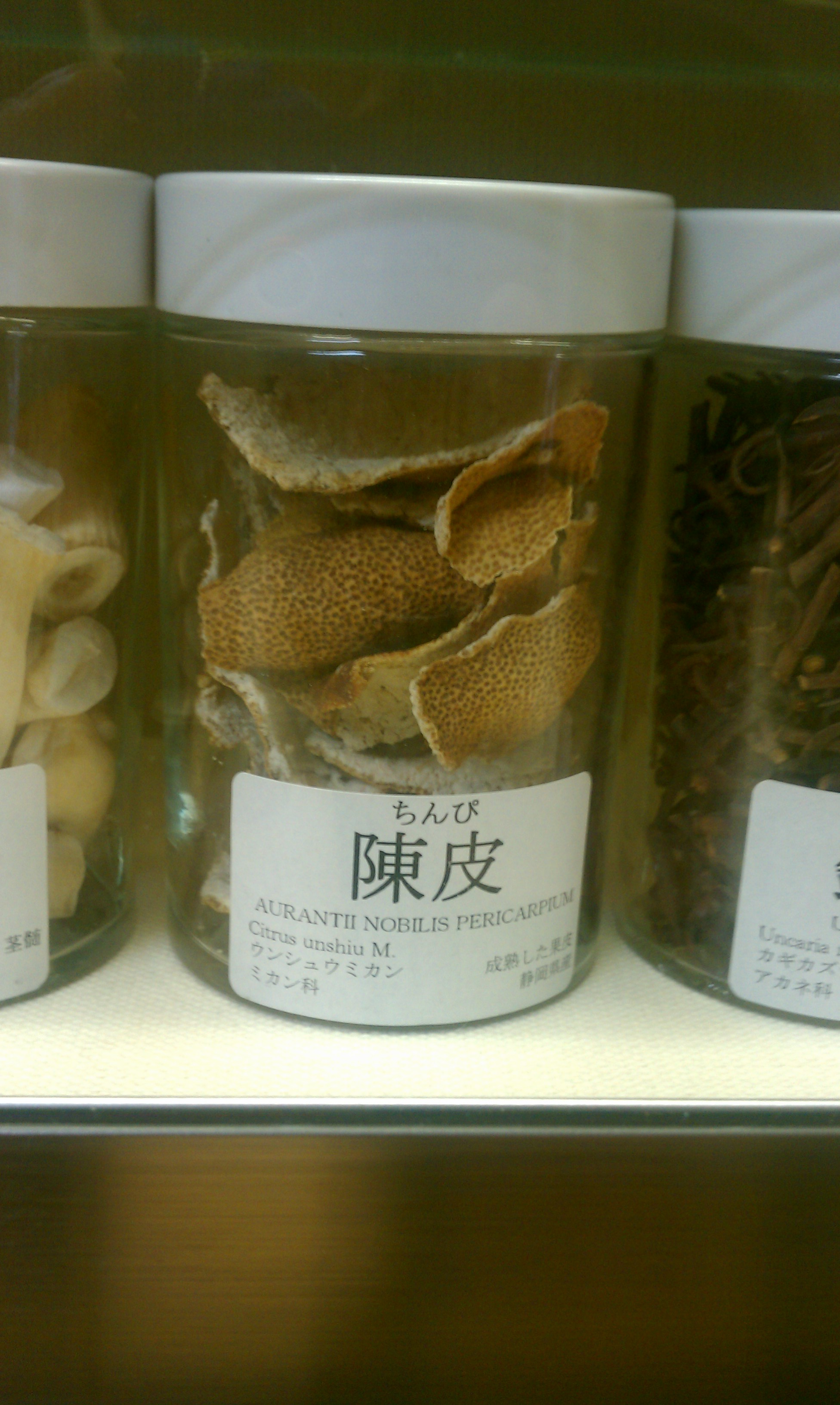
Suszone na słońcu skórki mandarynek (chénpí(inne języki))
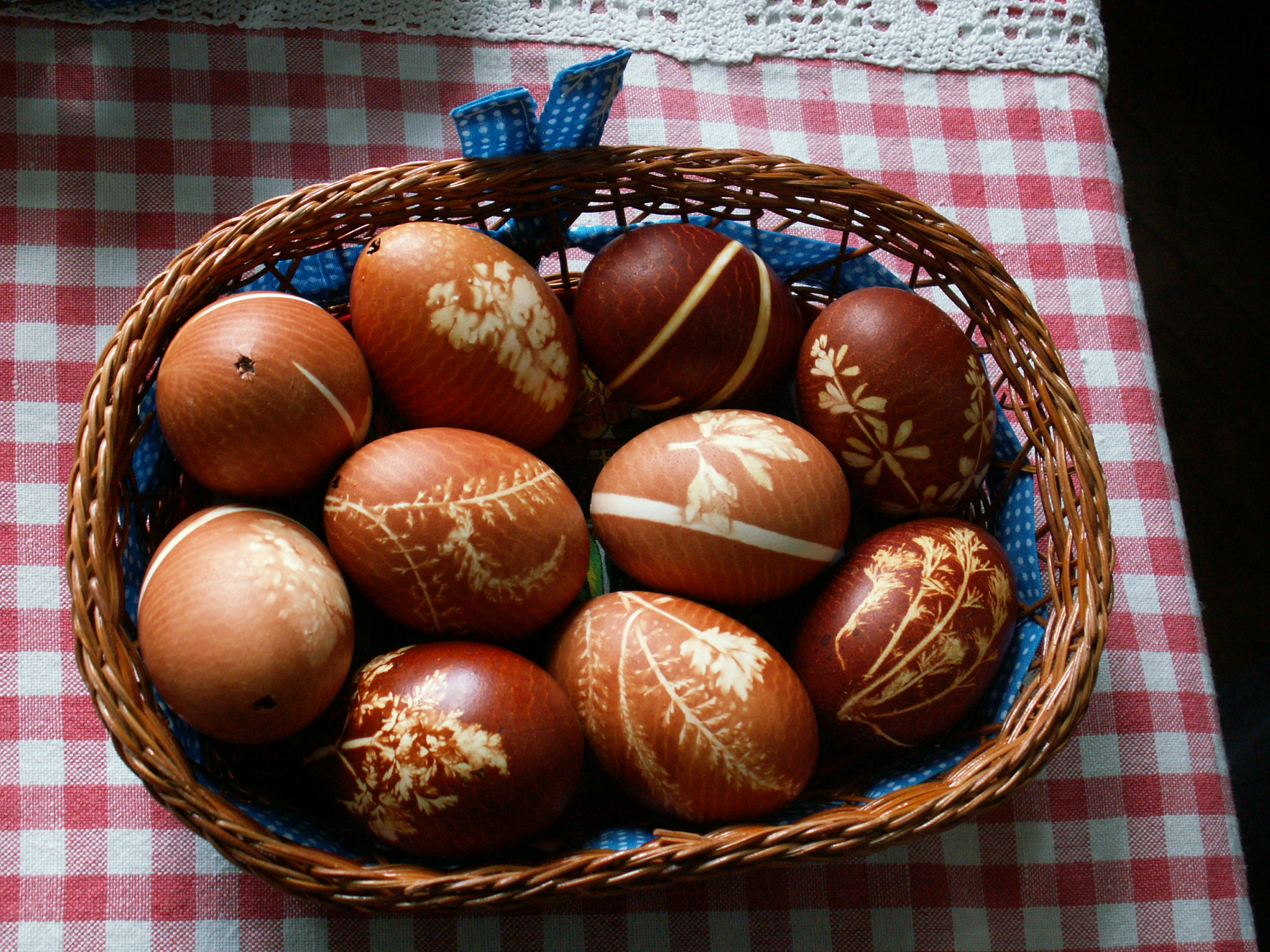
Łupiny czerwonej cebuli wykorzystuje się do tradycyjnego barwienia pisanek
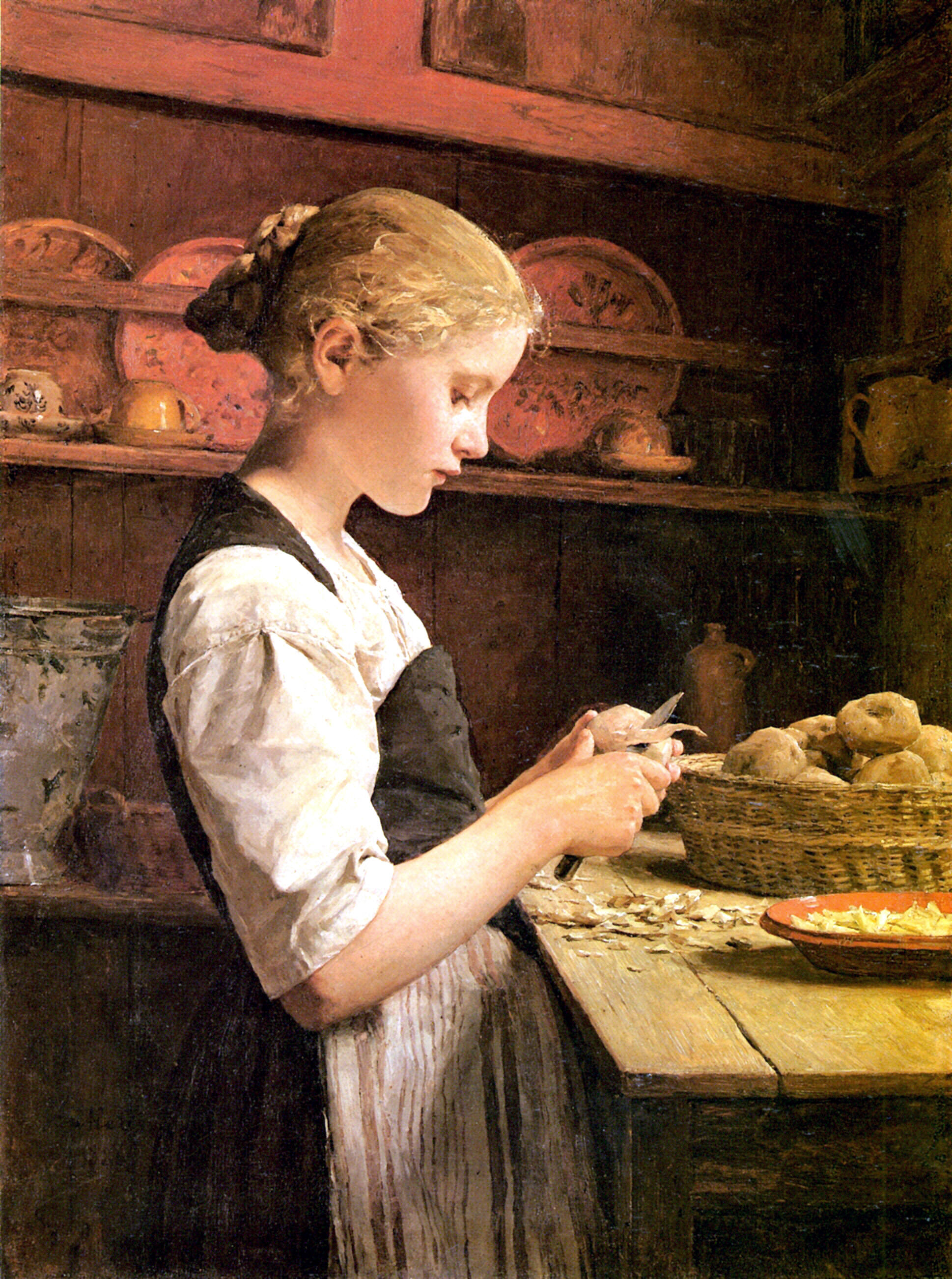
Obierki w sztuce: Albert Anker, Obierająca ziemniaki
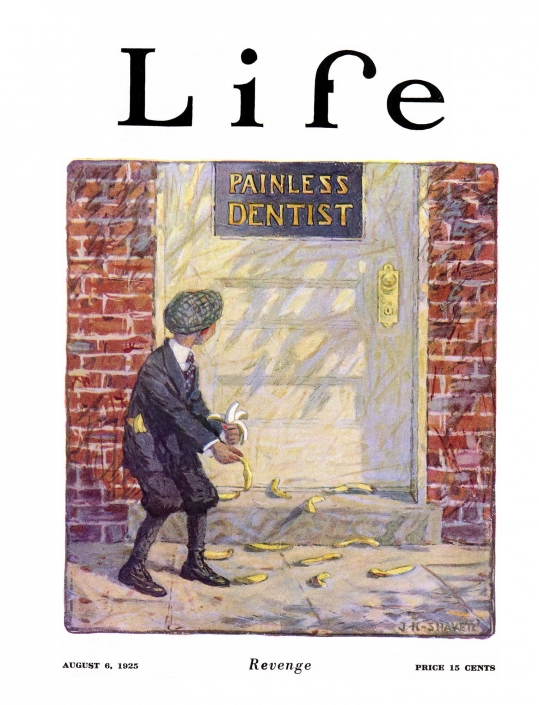
Poślizgnięcie się na skórce od banana jest klasycznym slapstickowym gagiem[23] i częstym tematem dowcipów